# Daglicht (film)
Daglicht is een Nederlandse speelfilm, losjes gebaseerd op het gelijknamige boek van schrijfster Marion Pauw. De film ging op 8 april 2013 in première in Theater Tuschinski. De filmrechten voor het boek werden in 2012 gekocht door producent Eyeworks. Daglicht werd door meer dan 250.000 bezoekers in de bioscoop bezocht.

## Synopsis
Advocate Iris Boelens (Angela Schijf) heeft problemen met haar autistische zoon Aron. Iris en haar zoon wonen een week in het huis van haar moeder Ageeth (Monique van de Ven). Piet van de Akker, de man die al decennialang het aquarium van Ageeth onderhoudt, ziet Aron en ziet overeenkomsten met Iris' 'geheime' familielid Ray (Fedja van Huêt). Iris ontdekt het bestaan van een onbekend familielid en gaat verhaal halen bij Ageeth, maar die geeft geen gehoor. Iris doorzoekt het kantoor van haar moeder en ontdekt brieven van Ray. Via internet ontdekt ze een moordzaak uit 1982 waar Ray bij betrokken zou zijn geweest. Ray is veroordeeld tot 20 jaar plus TBS voor de moord op zijn vriendin Rosita en haar baby Anna. Het lijk van Anna is nooit gevonden. Iris bezoekt Ray in de TBS-inrichting en besluit de zaak van haar broer opnieuw te onderzoeken zodat ze hem vrij kan krijgen. Ze krijgt diverse bedreigingen aan haar adres met de opdracht om het verleden te laten rusten. Iris ontdekt dat Ray het kind is van Ageeth en haar voormalige werkgever, miljonair Twan Benschop (Derek de Lint). Ray werd op negenjarige leeftijd in een internaat gestopt, omdat hij een hond had vermoord met een stoeptegel. Op achttienjarige leeftijd kwam hij op eigen benen te staan en regelde Ageeth een flat voor hem. Prostituee Rosita (Maartje van de Wetering) werd zijn nieuwe buurvrouw. Ray en Rosita kregen een relatie en werden de ouders van een dochter, Anna. Toen Rosita's moeder Dina op bezoek was liet zij per ongeluk kokend water over Anna vallen. Ray belde zijn moeder voor hulp. Ageeth kwam naar de flat van haar zoon en observeerde de situatie. Ze was zich ervan bewust dat de slechte leefomstandigheden de baby weleens fataal konden worden. Toen Ageeth de baby wilde meenemen, werd ze tegengehouden door Rosita. Rosita bedreigde haar met een mes. Na een handgemeen overmeesterde Ageeth Rosita en stak haar in de buik. Ageeth rende naar buiten en vroeg haar minnaar Twan om hulp. Twan drukte de mond van Rosita dicht en ze stierf een stille dood. Ageeth en Twan lieten hun autistische zoon Ray opdraaien voor de moord en Ageeth besloot voor Anna te gaan zorgen, maar om juridische problemen te voorkomen – Anna was nooit officieel erkend als dochter van Ray, en daarom zou het niet vanzelfsprekend zijn dat Anna in de familie kon blijven – deden zij en Twan alsof Anna ook dood was en het lijkje spoorloos. Anna kreeg een nieuwe naam: Iris. Iris zorgt ervoor dat Ray vrij komt.

## Rolverdeling
| Acteur                  | Personage         |
| ----------------------- | ----------------- |
| Angela Schijf           | Iris Boelens      |
| Daniël Verbaan          | Aron Boelens      |
| Derek de Lint           | Twan Benschop     |
| Fedja van Huêt          | Ray Boelens       |
| Jaap Spijkers           | Mr. Sam Dijksman  |
| Joop Keesmaat           | Willem van Hees   |
| Krijn ter Braak         | Piet van de Akker |
| Lieke-Rosa Altink       | Mirjam Dekker     |
| Maartje van de Wetering | Rosita            |
| Marie Louise Stheins    | Dina de Waal      |
| Matteo van der Grijn    | Bo                |
| Monique van de Ven      | Ageeth Boelens    |
| Rick Nicolet            | Mevrouw van Hees  |
| Thijs Römer             | Peter Benschop    |
| Truus te Selle          | Marthe Benschop   |
| Astrid van Eck          | juf Inge          |
| Victor Löw              | Mr. Lode Dekker   |
| Fayene Vrind            | Baby Anna         |